# 華僑銀行
華僑銀行有限公司（英語：Oversea-Chinese Banking Corporation Limited，SGX：O39、OTCBB：OVCHY
），通常缩写并简称为OCBC，是新加坡的第二大銀行。由陈嘉庚女儿的丈夫李光前於1932年通过合并1912年創辦的華商銀行、1917年創辦的和豐銀行以及1919年创办的旧华侨银行而创立。現時華僑銀行在全球18個國家或地區擁有超過630個分支行及代表處，當中超過337家分支行由該行在印尼的子公司OCBC NISP之名運作。

## 歷史
1932 年，华侨银行与华商银行及和丰银行进行了合并；在 1942 年时因为太平洋战争的波及而关闭了分行一直到当年 4 月 5 日；
1948 年华侨银行在新加坡推出了晚间存款服务；1958 年在新加坡以改装车向郊区和偏远地区提供了流动银行服务；1972 年收购了四海通银行，又在 2000 年收购了新加坡银行，2001 年收购了吉宝资本；2003 年时与华侨银行金融进行了合并。
2003 年 3 月份收购了Bank NISP22.5% 股份，再於12月增持至51%，次月以28億坡元收購大東方控股，再於6月增持至81.1%。
2005 年 4 月份Bank NISP成為华侨银行子公司，再於6月增持至70.62%；同年旗下的華僑資產管理公司與大東方控股的SL資產管理公司合併。
2006 年 1 月份認購寧波銀行（前稱寧波市商業銀行）12.2% 股份，並於6月完成收購，8月增持大東方控股至87.1%，同年收購越南VP銀行10%。
2007 年 8 月份華僑銀行（中國）注冊成立，1月獲马来西亚国家银行批准在馬來西亞成立伊斯蘭銀行分行。
2008年1月份收購馬來西亞PacificMas Berhad，4月合共持有67%股份，2月旗下OCBC Al-Amin銀行於馬來西亞開業，同年旗的Bank NISP宣布易名為 PT Bank OCBC NISP Tbk。
2009年10月份宣佈有意收購ING亞洲私人銀行及附屬機構。
2010年1月29日宣佈，以約14.46億美元完成收購總部設在新加坡的ING亞洲私人銀行及附屬機構，並已經被重新命名為新加坡銀行（Bank of Singapore），而前稱新加坡銀行的旗下公司亦於同日易名為（Singapore Island Bank Limited）及以finatiQ之名提供服務。
2014年1月15日華僑銀行同意以3.83億坡元（約23.43億港元）增持正配股集資的內地寧波銀行，資金將由華僑銀行內部資源支付，交易有待內地監管機構批准，增持後，華僑銀行持股量將由15.34%升至20%。2014年4月1日華僑銀行同意以每股125港元，交易價相等於市賬率2.02倍，斥資最多387.12億港元全購永亨銀行，並更名為華僑永亨銀行。
2016年4月8日新加坡華僑銀行宣布斥資3.2億美元（約25億港元）現金，收購巴克萊銀行在新加坡及香港的財富及投資管理業務。
2017年5月11日，華僑銀行宣布收購澳洲國民銀行在新加坡和香港的私人財富業務。收購於2017年11月完成。交易完成後，香港的存款和抵押貸款被轉移到華僑銀行（香港），而在新加坡的存款和抵押貸款則被轉移到新加坡華僑銀行。
2024年5月，华侨银行印度尼西亚已完成对PT Bank Commonwealth Indonesia (澳大利亚联邦银行印度尼西亚分行) 的收购。目前它拥澳大利亚联邦银行印度尼西亚分行100%的股份，并将获得超过120万新客户
2024年10月10日，新加坡华侨银行宣布从11月1日起停止为任何与俄罗斯相关的交易提供服务，并指出随着俄罗斯与乌克兰的战争继续，世界各地的银行都在努力降低与俄罗斯相关的风险，以让制裁和对其合规性的监控得到加强。

## 外部連結
華僑銀行官方網頁 （页面存档备份，存于）